# Wifaq
Ne doit pas être confondu avec Wefaq.
Le Wifaq Watani (en français : Entente nationale) est une ancienne coalition politique créée par Driss Basri regroupant trois partis politiques marocains d'obédience libérale, le Mouvement populaire, le Rassemblement national des indépendants et l'Union constitutionnelle. Cette coalition est annoncée le 25 mai 1993 à la veille de campagne électorale des législatives de 1993 afin de concurrencer la traditionnelle coalition de la Koutla.
En octobre 2011, les trois partis annoncent leur adhésion à la nouvelle coalition hétéroclite Alliance pour la démocratie, formée autour du Parti authenticité et modernité, parti jugé proche du palais. 

## Composition
Voici la composition de la coalition du Wifaq :
|  | Parti politique                         | Sigle | Nom local             | Tendance politique        | Date de création | Secrétaire général  | Notes                                                                                              |
|  | --------------------------------------- | ----- | --------------------- | ------------------------- | ---------------- | ------------------- | -------------------------------------------------------------------------------------------------- |
|  | Mouvement populaire                     | MP    | الحركة الشعبية        | libéralisme, nationalisme | 1957             | Mohand Laenser      | parti créé par le caïd berbère Mahjoubi Aherdane avec l'aide du docteur Abdelkrim al-Khatib        |
|  | Rassemblement national des indépendants | RNI   | التجمع الوطني للاحرار | libéralisme               | 1978             | Salaheddine Mezouar | parti libéral créé par Ahmed Osman, juste après les élections législatives de 1977                 |
|  | Union constitutionnelle                 | UC    | الاتحاد الدستوري      | libéralisme               | 1983             | Mohamed Abied       | parti créé par Mohamed Maâti Bouabid en 1983, Premier ministre du gouvernement sortant de l'époque |